# Tariku Bekele
Tariku Bekele Beyecha (Bekoji, 28 febbraio 1987) è un mezzofondista etiope.
Attualmente allenato da Tolosa Kotu, il suo manager è l'italiano Federico Rosa. Fa parte della società sportiva "Mugher Cement".

## Biografia

### I primi anni
Tariku è il terzo di sei fratelli, uno dei quali è Kenenisa Bekele, ex-detentore dei record del mondo di 5.000 m e 10.000 m piani. Nato nel 1987, ha trascorso i primi anni di vita presso Bekoji, una località etiope situata nella zona di Arsi, dove i genitori possiedono una fattoria.
Tariku ha lasciato la scuola nel 2005, a 18 anni, per dedicarsi a tempo pieno all'atletica. Dal 2002 è entrato a far parte di un progetto del governo etiope per lo sviluppo di giovani sportivi promettenti; alternando allenamento con i compagni ad allenamenti con il fratello Kenenisa. Alla fine dello stesso anno Tariku viene indicato come speranza per il futuro dell'atletica etiope, dopo aver vinto una famosa gara per giovani talenti ad Addis Abeba.

### 2003-2004
Nel 2003 Tariku mancò per poco la convocazione ai campionati del mondo di corsa campestre, essendosi classificato al nono posto ai trials etiopi; nonostante questo ottenne un posto nella squadra etiope partecipante ai campionati del mondo allievi in Canada, dove ottenne un prestigioso secondo posto nei 3.000 metri piani dietro al forte atleta keniota Augustine Choge.
Nei primi mesi del 2004 ottenne invece un deludente settimo posto ai campionati di corsa campestre dell'Africa Orientale, valevoli come qualificazione per i mondiali di campestre di Bruxelles, fallendo così la convocazione nella squadra etiope per una sola posizione. Nel maggio seguente debuttò nelle gare della categoria seniores in pista, finendo subito quarto in una manifestazione ad Addis Abeba, correndo in una gara di 5.000 metri di alta qualità, che vide vincitore il fratello Kenenisa.
Questa ottima performance gli fece ottenere nuovamente la convocazione per i campionati del mondo allievi in Italia, dove strappò una medaglia di bronzo nei 5.000 m, con il tempo di 13'30"86; ancora una volta alle spalle di Augustine Choge. Dopo i campionati partecipò ad altre quattro gare sui 5.000 m in Europa, stabilendo anche il proprio record personale a Zurigo, con un ottimo 13'11"97, confermato poi dalla sua prima importante vittoria in Italia, a Rovereto, dove corse in 13'15"86.

### 2005
Nel febbraio 2005 si procurò una piccola ferita alla gamba mentre aiutava il fratello Kenenisa durante una gara di due miglia indoor a Birmingham, una sola settimana prima dei trials etiopi per i campionati del mondo juniores di campestre. In Etiopia si diceva che Tariku fosse ormai troppo forte per le gare giovanili, ma l'atleta finì solamente sesto ai trials, ottenendo per pochissimo la qualificazione.
Ai campionati del mondo di cross, in Francia, la gamba infortunata continuò a dare problemi: un forte team di atleti kenioti occupò i primi cinque posti, mentre Tariku, sesto, lasciò il campo zoppicando. Nella stagione estiva in pista ottenne invece buoni risultati: un secondo posto ad Hengelo in una gara di 5.000 m, con il tempo di 13'14"15, ancora una volta dietro Augustine Choge ma davanti al forte atleta keniota Moses Mosop, specialista dei 10000 metri piani.
A luglio migliorò ancora il suo primato personale sui 5.000 m: guidato dal fratello Kenenisa infranse il muro dei 13 minuti con 12'59"03. In seguito ottenne un buon settimo posto nei 5.000 m dei campionati del mondo, dopo una gara relativamente lenta. Aiutò anche il fratello maggiore durante la gara sui 10.000 m svoltasi allo stadio Van Damme, a Bruxelles: impostò il ritmo per i primi 5.000 m, corsi in 13'09"19; aiuto che consentì a Kenenisa di concludere la gara in 26'17"53, attuale record del mondo sulla distanza. Pochi mesi dopo Tariku cancellò a Shanghai il suo precedente record sui 3.000 m piani correndo, insieme al fratello, in 7'36"63. Grazie all'ottima stagione 2005, Tariku alla fine dell'anno occupava il 12º posto nel ranking mondiale IAAF per le gare di corsa campestre, 3.000 m e 5.000 m.

### 2006
Dopo aver corso molto per il fratello Kenenisa nel 2005, Tariku nel 2006 corse solo per se stesso. Partecipò ad una gara indoor di due miglia, a Boston, che vedeva iscritti nella lista dei partenti atleti del calibro di Gebregziabher Gebremariam, Abebe Dinkesa, la medaglia d'argento sui 10.000 m alle Olimpiadi di Atene 2004 Sileshi Sihine, il forte specialista australiano Craig Mottram e l'irlandese Alister Cragg.
Dopo una gara coraggiosa, in cui lo si poté vedere più volte al comando del gruppo, Tariku si classificò quarto in 8'37"56. Ma nella gara successiva, sempre sulle due miglia indoor, a Birmingham, Tariku arrivò secondo, dietro al fratello maggiore e concludendo la gara nell'ottimo tempo di 8'13"32. Nei mesi seguenti si allenò duramente con Kenenisa ed il team etiope, con l'obbiettivo di partecipare ai Mondiali indoor di Mosca.
Tariku corse i 3.000 m, strappando un ottimo settimo posto in 7'47"11. Negli ultimi mesi del 2006 arrivarono i migliori risultati di sempre per Tariku: un ottimo 12'55"69 sui 5.000 m a Saint-Denis, nuovo record personale; abbassato una sola settimana dopo, il 14 luglio, al Golden Gala di Roma a 12'53"81. Altro ottimo risultato il 27 agosto, a Rieti, un 3.000 m in 7'29"11, nuovo record personale. Verso la fine dell'anno altri due risultati soddisfacenti: a Berlino e a Stoccarda, in Germania, una gara di 5.000 m ed una di 3.000 m corse rispettivamente in 13'04"83 e 7'38"98.

### 2007
Il 5 marzo 2007 Tariku Bekele occupava il terzo posto nel ranking mondiale IAAF nella sezione men's 5.000 m - 10.000 m, che comprende le gare di 3.000 m, due miglia, 5.000 m, 10.000 m e corsa campestre, dietro al fratello Kenenisa (primo) e al keniota Isaac Kiprono Songok (secondo).
Questo risultato tiene conto delle cinque migliori gare di ogni atleta nel corso della stagione precedente; Tariku è terzo grazie ai quattro ottimi risultati sopra menzionati ottenuti alla fine del 2006, insieme ad un 3.000 m corso a maggio, ad Ostrava, in 7'36"44. Nel mese di settembre Tariku partecipa ai Campionati del mondo di Osaka sui 5.000 m, finendo quinto in 13'47"33, nella gara dominata dallo statunitense di origine keniota Bernard Lagat.

## Progressione

### 3000 metri piani
- 2006: 7'29"11 il 27 agosto a Rieti
- 2005: 7'36"63 il 17 settembre a Shanghai
- 2004: 7'45"23 il 4 giugno a Torino
- 2003: 7'54"71 il 12 luglio a Sherbrooke

### 5000 metri piani
- 2006: 12'53"81 il 14 luglio a Roma
- 2005: 12'59"03 il 1º luglio a Parigi-Saint-Denis
- 2004: 13'11"97 il 6 agosto a Zurigo

## Palmarès
| Anno | Manifestazione      | Sede          | Evento         | Risultato | Prestazione | Note                          |
| ---- | ------------------- | ------------- | -------------- | --------- | ----------- | ----------------------------- |
| 2003 | Mondiali allievi    | Sherbrooke    | 3000 m piani   | Argento   | 7'54"71     | Miglior prestazione personale |
| 2004 | Mondiali juniores   | Grosseto      | 5000 m piani   | Bronzo    | 13'30"86    |                               |
| 2005 | Mondiali di cross   | Saint-Galmier | Corsa juniores | 6º        | 24'16"      |                               |
| 2005 | Mondiali            | Helsinki      | 5000 m piani   | 7º        | 13'34"76    |                               |
| 2006 | Mondiali indoor     | Mosca         | 3000 m piani   | 6º        | 7'47"67     |                               |
| 2006 | Mondiali di cross   | Fukuoka       | Corsa juniores | Bronzo    | 23'56"      |                               |
| 2006 | Mondiali juniores   | Pechino       | 5000 m piani   | Oro       | 13'31"34    |                               |
| 2007 | Giochi panafricani  | Algeri        | 5000 m piani   | Bronzo    | 13'13"43    |                               |
| 2007 | Mondiali            | Osaka         | 5000 m piani   | 5º        | 13'47"33    |                               |
| 2008 | Mondiali indoor     | Valencia      | 3000 m piani   | Oro       | 7'48"23     |                               |
| 2008 | Campionati africani | Addis Abeba   | 5000 m piani   | 4º        | 13'53"03    |                               |
| 2008 | Giochi olimpici     | Pechino       | 5000 m piani   | 6º        | 13'19"06    |                               |
| 2010 | Mondiali indoor     | Doha          | 3000 m piani   | 4º        | 7'40"10     |                               |
| 2010 | Campionati africani | Nairobi       | 5000 m piani   | 6º        | 13'42"41    |                               |
| 2012 | Giochi olimpici     | Londra        | 10000 m piani  | Bronzo    | 27'31"43    |                               |

## Altre competizioni internazionali
2004
- 10º alla World Athletics Final ( Monaco), 5000 m piani - 13'18"98
- Oro all'Oeiras International Cross Country ( Oeiras) - 26'28"

2005
- 5º alla World Athletics Final ( Monaco), 3000 m piani - 7'40"30
- Oro al Cross Internacional Valle de Llodio ( Llodio) - 29'29"
- Oro al Juan Muguerza Cross-Country Race ( Elgoibar) - 32'02"

2007
- Oro al Reebok Grand Prix ( New York), 5000 m piani - 13'04"05
- Argento al Golden Spike Ostrava ( Ostrava), 5000 m piani - 13'05"42

2006
- Oro alla World Athletics Final ( Stoccarda), 3000 m piani - 7'38"98
- 4º alla World Athletics Final ( Stoccarda), 5000 m piani - 13'50"03
- Oro al Cross Internacional Valle de Llodio ( Llodio) - 27'08"
- Oro al Cross Internacional de la Constitución ( Alcobendas) - 32'18"

2008
- 6º alla World Athletics Final ( Stoccarda), 5000 m piani - 13'24"75
- Argento all'ISTAF Berlin ( Berlino), 5000 m - 12'52"45
- Bronzo al Golden Gala ( Roma), 5000 m - 13'06"00
- Oro al Cross di Alà dei Sardi ( Alà dei Sardi) - 32'05"
- Oro al Cross Internacional Valle de Llodio ( Llodio) - 29'31"
- Oro al Cross Zornotza ( Amorebieta-Etxano) - 32'11"

2010
- 4º in Coppa continentale ( Spalato), 3000 m piani - 7'55"79
- Argento ai Bislett Games ( Oslo), 5000 m - 12'53"97
- Oro al Prefontaine Classic ( Eugene), 5000 m - 12'58"93

2011
- Bronzo all'Adidas Grand Prix ( New York), 5000 m - 13'06"06
- Oro alla Corrida Internacional de São Silvestre ( San Paolo)
- 4º al Memorial Peppe Greco ( Scicli) - 29'06"

2012
- Bronzo alla Great South Run ( Portsmouth), 10 miglia - 46'45"
- Oro alla San Silvestro Vallecana ( Madrid) - 28'29"
- Oro al Giro podistico internazionale di Castelbuono ( Castelbuono) - 30'01"
- 4º alla Carlsbad 5000 ( Carlsbad), 5 km - 13'16"

2013
- 5º alla Mezza maratona di Birmingham ( Birmingham) - 1h04'36"

2014
- 4º alla Great North Run ( Newcastle upon Tyne) - 1h01'39"
- 7º alla Carlsbad 5000 ( Carlsbad), 5 km - 13'45"

2017
- Argento alla Maratona di Chuncheon ( Chuncheon) - 2h09'33"

2018
- 7º alla Maratona di Seul ( Seul) - 2h09'30"
- Argento alla Maratona di Xiamen ( Xiamen) - 2h11'29"
- 22º alla Mezza maratona di Riad ( Riad) - 1h07'08"

2019
- 6º alla Maratona di Seul ( Seul) - 2h11'30"
- 10º alla 25 km di Calcutta ( Calcutta), 25 km - 1h15'52"

2020
- 7º alla Maratona di Houston ( Houston) - 2h15'26"